# Octospora
Octospora Hedw. – rodzaj grzybów z typu workowców Ascomycota. Wiele gatunków to grzyby mszakolubne.

## Systematyka i nazewnictwo
Pozycja w klasyfikacji według Index Fungorum
Pyronemataceae, Pezizales, Pezizomycetidae, Pezizomycetes, Pezizomycotina, Ascomycota, Fungi.
Synonimy
- Humaria (Fr.) Boud. 1885
- Humarina Seaver 1927
- Leucoloma Fuckel 1870
- Leucopezis Clem. 1909
- Octospora Hedw. ex Timm 1788
- Peziza trib. Humaria Fr. 1822
- Pseudocenangium A. Knapp 1924[3].

Gatunki występujące w Polsce
- Octospora ascoboloides (Seaver) Caillet & Moyne 1980
- Octospora axillaris (Nees) M.M. Moser 1963
- Octospora carbonigena (Berk.) Dennis 1960[4]
- Octospora humosa (Fr.) Dennis 1960[4]
- Octospora libussae Svrček & Kubička 1963[5]
- Octospora leucoloma Hedw. 1789[4]
- Octospora orthotrichi (Cooke & Ellis) K.B. Khare & V.P. Tewari 1978[6]
- Octospora rubricosa’a (Fr.) M.M. Moser 1963[4]
- Octospora rustica (Velen.) J. Moravec 1969[5]
- Octospora similis (Kirschst.) Benkert 1996[6]

Nazwy naukowe na podstawie Index Fungorum. Wykaz gatunków według przypisów.